# Catí
Catí és un municipi del País Valencià situat a la comarca de l'Alt Maestrat.

## Geografia
El municipi de Catí és a 661 metres d'altura sobre el nivell del mar, al bell mig d'una vall ampla anomenada el corredor de Catí, al centre de la zona muntanyosa que unix els Ports de Morella amb les serres del Maestrat (serra de Vallivana, tossals de la Nevera i de la Barbuda). Comprèn al nord, un sector de capçalera del riu de Cervera (Barranc de Salvassòria), travessat per la carretera de Morella a Vinaròs, a l'indret de la Venta de l'Aire i de l'Hostal del Mestre; al centre, la capçalera del barranc de la Valltorta (barranc de la Serp i rambla Morellana); al sud, el vessant esquerre de la rambla de la Belluga, que va a parar a la rambla Carbonera.
El terme de Catí té una extensió de 102,72 km² i limita amb els termes de Morella, Xert, Sant Mateu, la Salzadella, Tírig, Albocàsser, Vilar de Canes i Ares del Maestrat. El terme està dividit en dos zones: la Font de Catí i la Vall de Cirerers. Del nord-oest al sud té una extensió d'uns 25 km i d'est a oest uns 15 km en la Font de Catí i uns 7 en la Vall de Cirerers.
L'orografia és muntanyosa i hi abunden les serres i tossals. Al nord hi ha la serra de Vallivana, la serra Atalaia i la serra de l'Espadella (968 m); a l'est es troba Sant Vicent (844), Puig Cabrer (867) i el Morral del Voltor (852). Més a l'interior les de Feixetes, Mas de la Cabrida (709) i la Costereta (685). Al sud està la Pedrafita (853) i el tossal d'En Rabassa (913). A l'oest és on trobem les muntanyes més altes: Tossal de la Nevera (1.286 m) a la Serra d'En Celler, Campanarets (1.189 m) i Serra de L'Avellà (1.031 m).

### Barris i pedanies
- L'Avellà
- Hostal del Mestre
- Masia Costereta
- Masia d'En Ramon
- Masia d'Evaristo
- Masia de Gatella
- Masia de Jaume Vicent
- Masia de Roblasco
- Masia de Segarra de Dalt
- Masia Font Nova

## Història

### Toponímia
Són un poc confusos els orígens de Catí. Etimològicament la majoria opinen que deriva de la paraula llatina "catinus" (conca, bací, gibrell). En català, el nom de l'atuell es va convertir en una denominació geogràfica passant per la idea de "conca d'aigües". Els noms de la zona nord de Catalunya han sonoritzat la -t- llatina en -d- fenomen que no s'ha produït en el topònims de Mallorca i del País Valencià.

### Orígens
És probable que igual que les zones pròximes del terme, Coves de la Valltorta (Tírig), Coves de Remígia (Ares), Morella, Benassal (Racó de Nando), tinguera una important cultura prehistòrica i d'art rupestre però les restes que s'han trobat estan en mal estat de conservació (Pouets).
És probable que el primer nucli de població estigués en la partida de la Font de Catí, ja que s'han detectat restes ibèriques en els Castellars de la Mola Cabuda i restes romanes entre el Mas de la Font i l'Hostal del Mestre.
Els orígens del poble de Catí es remunten a la dominació musulmana sempre depenent del castell de Morella. Abans de ser conquerit pels cristians, el castell de Morella era un dels que posseïa el musulmà Zeit- Abuceit. Depenien del castell de Morella els territoris de nombrosos termes que en el futur originarien els pobles de Morella: Bel, el Bellestar, el Boixar, Catí, Cinctorres, Castellfort, Coratxà, Castell de Cabres, Xiva de Morella, Fredes, Herbers, Forcall, la Pobla de Benifassà, la Mata, Olocau del Rei, Ortells, Palanques, Portell de Morella, la Todolella, Vallibona, Villores i Sorita. Posteriorment, en 1303, també s'inclouria al castell de Morella el terme de Vilafranca.

### Adscripció a la comarca dels Ports
Cal remarcar que històricament tant Morella com els territoris circumdants (excepte Vilafranca) mai no han format part del Maestrat, com modernament s'ha pretès a vegades atribuir. El castell de Morella i els seus territoris quan en 1317 es va crear l'Orde de Montesa van continuar sent de pertinença reial i mai no van formar part del Maestrat, la capital del qual va ser primer Cervera del Maestrat i després Sant Mateu.
Històricament, per tant, Catí forma part de la comarca dels Ports de Morella, tot i que els mapes actuals l'inclouen a la comarca de l'Alt Maestrat.

### La reconquesta
Podem assegurar que el poble de Catí existia com a tal i amb eixe nom ja a finals de l'any 1230 o principis del 1231, quan s'inicia la reconquesta del castell de Morella i de tots els seus territoris per En Balasc d'Alagó i Jaume I el Conqueridor.

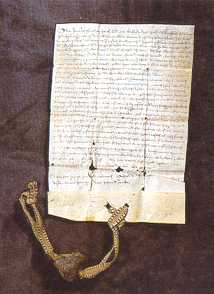
Carta Pobla de Catí

El dia 25 de gener de 1239 En Balasc d'Alagó atorgà la Carta Pobla de Catí a en Ramon de Bocona i a quaranta pobladors més. Pels cognoms dels pobladors, sembla que procedien de la província de Lleida. Ja des d'un principi el terme es dividix en les dues partides principals de la Font de Catí, on alguns situen la primitiva població, i de la Vall de Cirers.
Mort en Balasc d'Alagó, el Rei en Jaume va confirmar la carta pobla de Catí el 5 de novembre de 1243 i la donació de la vila a en Ramon de Bocona, qui, en obtenir en possessió el poble d'Onda, va vendre el terme de Catí a En Ramon Castellà l'any 1268. L'any 1374 Jaume Castellà va vendre de nou Catí a la vila de Morella.
La història de Catí durant els segles XIV, XV, XVI i XVII es veu condicionada per una llarg procés: el de la independència respecte de Morella. Ja en l'any 1292 comença el plet políticoadministratiu entre Morella i les seues viles dependents, que no culminaria fins a l'any 1691 (9 de febrer) amb la independència d'estes respecte de Morella.
Sorprèn el fet de la rapidesa amb què Catí, encara pertanyent a Morella, es convertí en una de les viles amb més auge econòmic de la comarca, fet que li permeté, en els moments d'apogeu dels segles xiv i xv, construir veritables obres d'art que encara avui perduren. Entre altres obres d'art, destaquem l'església parroquial (1240-1250), la Sala de la Vila (1428), la Casa Spígol (1448), la Casa dels Miralles (1452), el Retaule de Jacomart (1460), i la Casa del Delme.
D'especial importància cal recordar el dia 9 de febrer de 1691. Es tracta de la data que se signava en Madrid per part del rei Carles II la independència de Catí i vuit pobles més respecte de Morella. Al complir-se l'any 1991 el tercer centenari d'esta efemèride, van celebrar-se grans festes a Catí.

## Demografia
| 1990 | 1992 | 1994 | 1996 | 1998 | 2000 | 2002 | 2004 | 2005 | 2006 | 2007 | 2019 |
| ---- | ---- | ---- | ---- | ---- | ---- | ---- | ---- | ---- | ---- | ---- | ---- |
| 971  | 931  | 923  | 912  | 897  | 869  | 855  | 853  | 857  | 869  | 861  | 721  |

## Economia
L'economia ha estat i està basada en la ramaderia, actualment: porc, vaques, pollastres, conills, ovelles. La indústria està relacionada amb la ramaderia: s'hi elaboren formatges i pinsos. També hi ha moble, tèxtil i construcció. La configuració esquerpa del terme i la pobresa del sòl donen com a resultat una agricultura de secà molt feble: olivera i ametla; la resta del terme està poblada de pi i alzina. Uns altres recursos són el turisme rural i l'aigua mineral de la Font de l'Avellà.

## Alcaldia
Des de 2015 l'alcalde de Catí és Pablo Roig Ferrando del Partit Popular (PP).
| Període                       | Alcalde o alcaldessa        | Partit polític | Data de possessió | Observacions |
| ----------------------------- | --------------------------- | -------------- | ----------------- | ------------ |
| 1979–1983                     | Eugenio Puig Puig           | UCD            | 19/04/1979        | --           |
| 1983–1987                     | Aurelio Beltrán Sancho      | AP-PDP-UL-UV   | 28/05/1983        | --           |
| 1987–1991                     | Juan Gozalbo Gómez          | AP             | 30/06/1987        | --           |
| 1991–1995                     | José Roca García            | PP             | 15/06/1991        | --           |
| 1995–1999                     | José Roca García            | PP             | 17/06/1995        | --           |
| 1999–2003                     | José Roca García            | PP             | 03/07/1999        | --           |
| 2003–2007                     | José Roca García            | PP             | 14/06/2003        | --           |
| 2007–2011                     | Manuel Puig Puig            | PP             | 16/06/2007        | --           |
| 2011–2015                     | Manuel Puig Puig            | PP             | 11/06/2011        | --           |
| 2015–2019                     | Pablo Roig Ferrando         | PP             | 13/06/2015        | --           |
| 2019-2023                     | Pablo Roig Ferrando         | PP             | 15/06/2019        | --           |
| Des de 2023                   | María del Carmen Gámiz Puig | PP             | 17/06/2023        | --           |
| Fonts: Generalitat Valenciana |                             |                |                   |              |

## Monuments

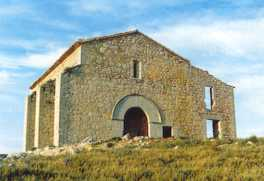
Ermita de Sant Vicent

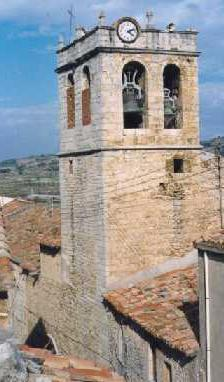
Campanar de l'església

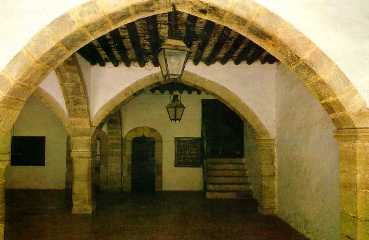
Casa de la Vila

El nucli antic del segle xiii, va ser declarat Conjunt Historic-artístic el 7 de març de 1979. El dia 22 d'octubre de l'any 2004, a més, se li va concedir a tot el patromoni històric de la localitat el BIC (Bé d'Interes cultural). El desenvolupament urbà del municipi està condicionat pel pendent orientat al migdia. Situada entre dues fonts, la Font Vella i la Font Nova comunicades pel carrer Major, els primers habitatges i edificacions es van situar en la part oriental en la part superior del pendent. Es tracta de carrers estrets i tortuosos en les quals en els segles XIII-XIV es trobaven el forn, el cementiri, l'església, la Casa del Delme i la Casa de la Vila. Posteriorment va ser creixent pel costat nord-oest amb el carrer Llarg, des del carrer de Sant Roc fins a la Font Nova.
Les portades solen ser de pedra, bé d'arc de mig punt o de llinda. S'obren finestres i algunes balconades de fusta. És característic el gran ràfec realitzat en maó o fusta. La tipologia de cases es va mantenir durant segles en els quals es continua construint segons el model dels segles XIII-XIV. En el segle xv la població estava protegida per un mur que va ser reformat en 1462. En ell s'obrien diferents portals que presentaven arcs de mig punt. Van ser eliminats a principis del segle xx, entre 1922 i 1932. Fins al segle xx Catí va mantenir la seua estructura medieval, el municipi es va anar ampliant segons les noves necessitats conservant en part la seua trama medieval.

### Llista de monuments
- Ermita de la Verge del Pilar. Del segle xvii.
- Ermita de Sant Vicent. Del segle xvii.
- Ermita de Sant Josep. Del segle xvii. Presenta una façana simple amb arc d'entrada de mig punt i la resta de maçoneria. Només queden en peus les parets i estan deteriorades. Hi ha una casa per l'ermità que també està abandonada.
- Ermita de Santa Anna. Del segle xv.
- Ermitori de l'Avellà. Del segle xvi.
- Església de l'Assumpció. Del segle xiv.
- Casa dels Miralles del segle xv. En el carrer Major, formant cantó amb el carreró de la Casa de la Vila, s'aixeca majestuosa la casa-palau de Sant Joan i després casa de Miralles. El seu amo, Ramon Sant Joan, ric mercader i notari, la va concertar en 1452 amb els picapedrers Pere Crespo i Lluís Bellmunt. D'estil gòtic, façana de carreus amb finestres ogivals i arquejades interiors apuntades. Digna de figurar en la representació d'edificis notables d'Espanya, en l'Exposició Internacional de Barcelona de 1929.
- Llotja o Casa de la Vila del segle xiv. Mostra important de l'arquitectura gòtica civil de les comarques castellonenques. Catí tenia ja la seua casa de la Cort però volia aixecar-ne una que fos capaç per a les reunions del Consell i de tot el poble. En 1418 van començar les obres a càrrec de Bernat Turó de Traiguera. La sala té de fons 22,43 metres; d'ampla, 11,84, i 15,70 d'alta. Té els baixos i un pis amb una falsa de bona fusta. La façana en la seua part inferior té dos arcs gòtics i dintre i de costat tres arcs d'estil ogival. El saló principal amida 16,72 per 10,20 metres. Li donen llum dues finestres d'estil gòtic amb una columna central d'1,88 metres. La falsa està sostinguda per 18 files i 272 taulons i 3 files grans que descansen en dos pilars de pedra picada. La façana és de pedra tallada, el pis empedrat, i la fusta de Benassal. En este gran saló se celebraven les reunions del Consell i les del poble per a assumptes comunals.
- Nevera del Mas de la Serra. del segle xvii. Dipòsit de planta circular de 8,7 metres de diàmetre i murs d'1 metre d'ample. A l'est del pou una gran plataforma d'11,70 metres de longitud sostinguda per un mur servia de rampa d'accés i de càrrega. El pou està en ruïnes i ple de vegetació, pedres i enderrocs. La profunditat actual oscil·la entre 4 i 5,50 m. A l'interior s'accedix per un túnel-escala que descendix des de l'estança de 4,50 m de longitud. S'obre al pou mitjançant una boca de'2 40 metres d'altura, coberta per dues lloses i un arc de descàrrega. A 5 km de la població, seguint el Barranc de la Masada o de la Toba.
- Nevera del Tossal del segle xvii. Dipòsit de planta quadrangular. L'amplària dels murs és d'uns 2 metres. La planta interior rectangular és de 7'70 x 6 m. Els despreniments del sostre han omplert el sòl almenys uns 20 metres. En les parets Nord i Sud hi ha uns forats per a encaixar bigues que formaven una coberta interior si el pou no estava completament ple de neu. A l'interior s'accedix per una escala de pedra adossada a les parets. La capacitat s'estima en uns 300 m3. En la part superior existia una estada de la qual solament queden restes dels murs. La porta s'obre a la façana Oest, a la part Sud s'adossa una plataforma amb funcions de càrrega. Dintre de l'estada s'obrien dues vies d'accés al pou. Una zenital de forma quadrada d'1,65 metres, l'altra adossada a la façana Oest permetia l'accés a l'escala. La nevera fou construïda en 1636 per Joan Bueso. Mostra gran similitud amb la de la font dels Regatxols a Ares del Maestrat. Es tracta d'un dipòsit de caràcter comercial.
- Escut nobiliari de la casa de Sant Joan
- Emblema i inscripció a la casa del mercader Jerònim Martí
- Escut de l'Antic Hospital
- Escut nobiliari de la casa dels Sans
- Escut de l'Església
- Escut de la casa Abadia
- Nucli històric
- Muralles

## Festes i celebracions locals
- Festes patronals. Se celebren del 7 al 17 d'agost i estan dedicades a la Mare de Déu de l'Assumpció i a Sant Roc.
- Ntra. Sra. de L'Avellà. El 8 de setembre, amb missa i processó.
- Romeria a Sant Pere de Castellfort. Se celebra el primer dissabte de maig cap a l'ermita del sant a Castellfort i es torna el diumenge.
- Sant Martí. L'11 de novembre amb missa i processó.